# Перуански бамбусов пацов
Перуански бамбусов пацов (лат. Dactylomys peruanus) је врста глодара (Rodentia) из породице Echimyidae. 

## Распрострањење
Врста је присутна у Перуу и Боливији.

## Станиште
Станишта врсте су шуме и бамбусове шуме. 

## Угроженост
Подаци о распрострањености ове врсте су недовољни.